# Knooppunt Antwerpen-Centrum
Het knooppunt Antwerpen-Centrum is een Belgisch verkeersknooppunt in de Ring rond Antwerpen, in de het centrum van de stad Antwerpen Oostelijk van de Kennedytunnel. Een aantal stadswegen en de A112, een verbindingsweg naar de A12, komen hier uit op de R1.
Het knooppunt Antwerpen-Centrum heeft een complexe geometrie, met kenmerken van een turbineknooppunt. Er wordt geen rechtstreekse verbinding aangeboden tussen de A112 en de R1 ten oosten van het knooppunt.
Ten zuiden van het knooppunt ligt het Kielpark en de sociale woonwijk Jan De Voslei.

## Aansluitende wegen
| Aansluitende wegen     | Aansluitende wegen              | Aansluitende wegen | Aansluitende wegen | Aansluitende wegen            |
| ---------------------- | ------------------------------- | ------------------ | ------------------ | ----------------------------- |
| richting Gent / Brugge |                                 |                    |                    | richting Antwerpen-centrum    |
|                        |                                 |                    |                    |                               |
|                        | richting Brussel / Breda / Luik |                    |                    |                               |
|                        |                                 |                    |                    |                               |
|                        |                                 |                    |                    | richting A12 / Hoboken / Boom |

Aalbeke · Antwerpen-Centrum · Antwerpen-Haven · Antwerpen-Noord · Antwerpen-Oost · Antwerpen-West · Antwerpen-Zuid · Arquennes · Battice · Beaufays · Beveren · Bois-d'Haine · Brugge · Cerexhe · Charleroi-Nord · Charleroi-Sud · Cheratte · Daussoulx · Destelbergen · Doornik · Familleureux · Fexhe-Slins · Gent-Centrum · Gouy · Grâce-Hollogne · Groot-Bijgaarden · Hautrage · Hauts-Sarts · Heppignies · Heverlee · Hoog-Itter · Houdeng-Goegnies · Jabbeke · Jemappes · Kortrijk-West · Kortrijk-Zuid · Leonardkruispunt · Loncin · Lummen · Machelen · Marcinelle · Marquain · Merelbeke · Moorsele · Neufchâteau · Ranst · Sint-Stevens-Woluwe · Strombeek-Bever · Thiméon · Ville-sur-Haine · Vottem · Wilrijk-Valaar · Zaventem · Zwijnaarde